# Campeonato Argentino de Futebol de 1959
O Campeonato Argentino de Futebol de 1958 foi a vigésima nona temporada da era profissional da  de 1958Primeira Divisão do futebol argentino. O certame foi disputado entre 3 de maio e 22 de novembro de 1958. O San Lorenzo sagrou-se campeão argentino, pela sétima vez.

## Participantes
| Equipe             | Cidade       |
| ------------------ | ------------ |
| Argentinos Juniors | Buenos Aires |
| Atlanta            | Buenos Aires |
| Boca Juniors       | Buenos Aires |
| Central Córdoba    | Rosário      |
| Estudiantes        | La Plata     |
| Ferro Carril Oeste | Buenos Aires |
| Gimnasia y Esgrima | La Plata     |
| Huracán            | Buenos Aires |
| Independiente      | Avellaneda   |
| Lanús              | Lanús        |
| Newell's Old Boys  | Rosário      |
| Racing Club        | Avellaneda   |
| River Plate        | Buenos Aires |
| Rosario Central    | Rosário      |
| San Lorenzo        | Buenos Aires |
| Vélez Sarsfield    | Buenos Aires |

## Classificação final
| Pos | Equipes                     | J  | V  | E  | D  | GM | GS | Pts |
| --- | --------------------------- | -- | -- | -- | -- | -- | -- | --- |
| 1   | San Lorenzo                 | 30 | 21 | 3  | 6  | 75 | 42 | 45  |
| 2   | Racing Club                 | 30 | 17 | 4  | 9  | 80 | 48 | 38  |
| 3   | Independiente               | 30 | 11 | 11 | 8  | 44 | 37 | 33  |
| 3   | Ferro Carril Oeste          | 30 | 10 | 13 | 7  | 47 | 41 | 33  |
| 5   | River Plate                 | 30 | 14 | 4  | 12 | 49 | 45 | 32  |
| 5   | Atlanta                     | 30 | 9  | 14 | 7  | 34 | 35 | 32  |
| 5   | Newell's Old Boys           | 30 | 12 | 8  | 10 | 35 | 36 | 32  |
| 8   | Boca Juniors                | 30 | 12 | 6  | 12 | 51 | 44 | 30  |
| 8   | Huracán                     | 30 | 9  | 12 | 9  | 46 | 57 | 30  |
| 10  | Estudiantes de La Plata     | 30 | 10 | 8  | 12 | 52 | 62 | 28  |
| 11  | Lanús                       | 30 | 10 | 7  | 13 | 54 | 59 | 27  |
| 12  | Vélez Sarsfield             | 30 | 6  | 14 | 10 | 43 | 46 | 26  |
| 13  | Argentinos Juniors          | 30 | 7  | 11 | 12 | 46 | 45 | 25  |
| 13  | Gimnasia y Esgrima La Plata | 30 | 9  | 7  | 14 | 49 | 62 | 25  |
| 15  | Rosario Central             | 30 | 8  | 7  | 15 | 38 | 50 | 23  |
| 16  | Central Córdoba             | 30 | 7  | 7  | 16 | 32 | 66 | 21  |

|  |          |
|  | Campeão. |

## Premiação
| Campeonato Argentino de Futebol de 1959 |
| --------------------------------------- |
| San Lorenzo Campeão (7° título)         |

## Goleadores
| Jogador | Jogador           | Gols | Equipe             |
| ------- | ----------------- | ---- | ------------------ |
|         | José Sanfilippo   | 31   | San Lorenzo        |
|         | Rubén Héctor Sosa | 22   | Racing Club        |
|         | Eugenio Callá     | 21   | Argentinos Juniors |
|         | Juan José Pizzuti | 19   | Racing Club        |
|         | Norberto Conde    | 17   | Vélez Sarsfield    |